# Serielles Betonformsteinsystem

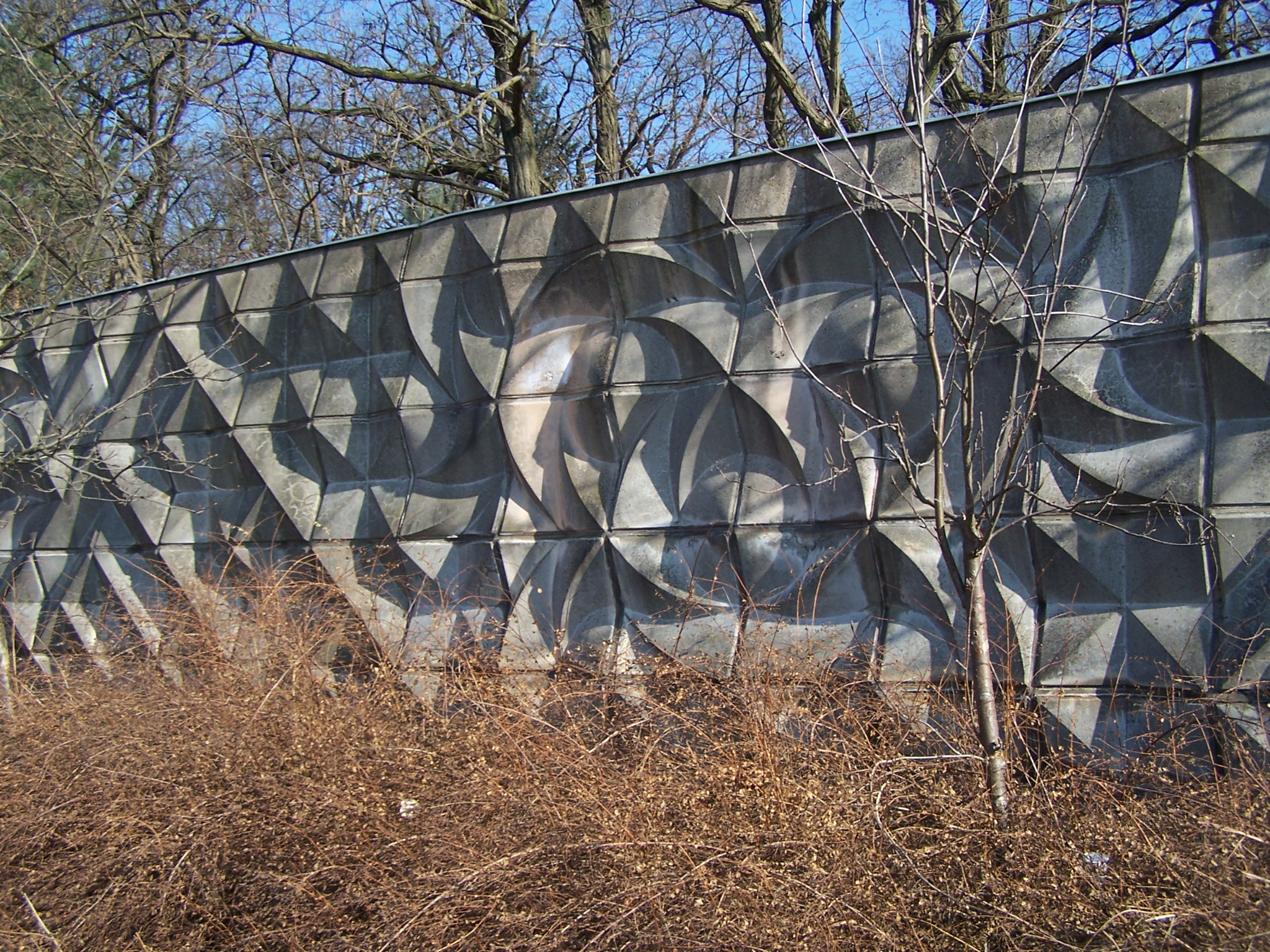
Wandgestaltung, Tierpark Berlin

Das Serielle Betonformsteinsystem ist ein von Karl-Heinz Adler und Friedrich Kracht, zwischen 1969 und 1974 entwickeltes System für Betonformstein. 

## Charakteristika
Es handelt sich um Baukastensystem zur ornamentalen Gestaltung von Fassaden und freistehenden Wänden. Das System besteht aus 12 verschiedenen, in Beton gegossenen Elementen, die in unterschiedlichen Konstruktionsvarianten als durchbruchplastische oder geschlossene Wandformationen gestaltet wurden. Das System basiert auf einem einfachen Quadratnetz für die Konstruktion von Ornamenten unter Einbeziehung des Kreises. Die Wände wurden mit innenliegender Armierung aufgebaut.

## Geschichte
1970 schlossen Adler und Kracht eine Vereinbarung mit dem VEB Stuck und Naturstein, einem Berliner Betrieb, der die Entwicklungsarbeit der beiden Künstler an einem festen Produktprogramm nun bezahlte. 1972 meldeten Adler und Kracht das Wirtschafts-Patent Matrizen zur Herstellung von plastisch-ornamentalen Bauelementen an. Im Patenttext heißt es zum dargestellten Gestaltungsraster: „Bereitgestellt wurden mit dem Patent die Figuren für acht verschiedene Matrizen, deren Grundformen auf einer Linearführung beruhte, die jede Vertikale, Horizontale, Diagonale, Geschwungene oder gestreut ornamentale Anordnung zulässt.“
Das System wurde als eigenständige künstlerische Technik der Wandgestaltung der Nachkriegsmoderne im Forschungsprojekt Wandbilder und künstlerische Architekturoberflächen der DDR definiert. Eine Inventarisierung aller Objekte, die durch die Künstler Adler und Kracht geschaffen wurden, erfolgte 2023–2024.